# Neptis andamana
Neptis andamana är en fjärilsart som beskrevs av Moore 1877. Neptis andamana ingår i släktet Neptis och familjen praktfjärilar. Inga underarter finns listade i Catalogue of Life.